# Captivating Katkat
Captivating Katkat, nombre artístico de Katkat Dasalla, una artista drag filipina y ganadora de la segunda temporada de Drag Race Filipinas.

## Carrera
Captivating Katkat es una artista drag que ha trabajado en O Bar en Pasig, así como en The One 690 Entertainment Bar en Manila. El Manila Bulletin la ha llamado una artista drag "experimentada", y Nylon Manila la ha descrito como "una de las drag queens más destacadas" de Filipinas.
Captivating Katkat fue la ganadora de la segunda temporada de Drag Race Filipinas. Fue una de las tres primeras mujeres trans en competir en el programa, junto con Bernie y M1ss Jade So. Captivating Katkat ganó dos desafíos, incluido el desafío del Snatch Game (en el que se hizo pasar por la política Joy Belmonte) y el desafío de actuación. Se ubicó entre las dos últimas del desafío de marca, en el que las concursantes crearon comerciales de champú. Ella participó en una batalla de lip sync contra Bernie con la canción «The Power» de Ann Raniel, pero ambas se salvaron de la eliminación. Katkat fue una de las cuatro finalistas, antes de ser la ganadora.
| Predecesora: Precious Paula Nicole | Ganadora de Drag Race Filipinas 2023 | Sucesora: - |

## Vida personal
Katkat es una mujer trans.